# Her er en sang - og 20 andre
Her er en sang – og 20 andre er et dobbelt opsamlingsalbum med Sebastian, udgivet i 1982. Det består af sange fra perioden 1975-1980, hvor Sebastian havde kontrakt med CBS.

## Numre

### Side 1
1. "Her er en sang" (3:48)
2. "Trunte og Tromle" (3:29)
3. "Skytten" (3:05)
4. "Balladen om Anton" (4:37)
5. "Gøgleren" (3:35)

### Side 2
1. "Måske ku' vi" (3:30)
2. "Ta' chancen" (4:24)
3. "Jennys himmelfærd" (3:40)
4. "Ansigt til ansigt" (3:22)
5. "Ulvehøjen" (5:23)

### Side 3
1. "Du er ikke alene" (4:48)
2. "Hos Ingeborg" (3:34)
3. "Skovsangen" (4:07)
4. "Danmark – dum og dejlig" (5:42)
5. "Linedanser" (4:04)

### Side 4
1. "Cirkusvognen" (4:24)
2. "Den lille malkeko" (2:41)
3. "Vintervise" (3:51)
4. "Rose" (4:24)
5. "Nattergalen på sin gren" (3:23)
6. "Den sidste vals" (4:10)